# Поусат
Поусат (также Пурсат, кхмер. ខេត្តពោធិ៍សាត់) — провинция в западной части Камбоджи. Административный центр — город Поусат, расположен в 174 км к северо-западу от Пномпеня и в 106 км к востоку от Баттамбанга по дорогам.

## География
Площадь составляет 12 692 км². Расположена между озером Тонлесап и северной оконечностью Кардамоновых гор. Река Поусат делит провинцию пополам. Граничит с провинциями: Сиемреап (на северо-востоке), Кампонгтхом и Кампонгчнанг (на востоке), Кампонгспы (на юго-востоке), Кохконг (на юге) и Баттамбанг (на северо-западе), а также с Таиландом (на западе).
Поусат — одна из 9 провинций, входящих в состав биосферного резерватора Тонлесап. В северо-восточной части провинции расположена небольшая часть озера Тонлесап .

## Население
По данным на 2013 год численность населения составляет 409 235 человек. По данным переписи 2008 года население насчитывало 397 161 человек.
Динамика численности населения провинции по годам:
| 1998    | 2005    | 2008    | 2013    |
| ------- | ------- | ------- | ------- |
| 360 445 | 428 173 | 397 161 | 409 235 |

## Административное деление
В административном отношении провинция делится на 6 округов, которые, в свою очередь, подразделяются на 49 коммун и 501 деревню. Список округов:
| Код  | Рус.         | Кхмерск. | Лат.          |
| ---- | ------------ | -------- | ------------- |
| 1501 | Бакан        | បាកាន      | Bakan         |
| 1502 | Кандиенг     | កណ្ដៀង     | Kandieng      |
| 1503 | Кракор       | ក្រគរ     | Krakor        |
| 1504 | Пхнумкраванх | ភ្នំក្រវាញ   | Phnum Kravanh |
| 1505 | Самповмеас   | សំពៅមាស     | Sampov Meas   |
| 1506 | Веалвеаенг   | វាលវែង     | Veal Veaeng   |

В 1970—1979 годах Поусат входила в Северо-Западную зону.